# Eugen Heßler
Eugen Heßler (* 14. Januar 1882 in Goldbach (Unterfranken); † 6. Dezember 1964 in Bayreuth) war ein deutscher Mediziner, Gauamtsleiter und nationalsozialistischer Funktionär in diversen Organisationen.

## Leben

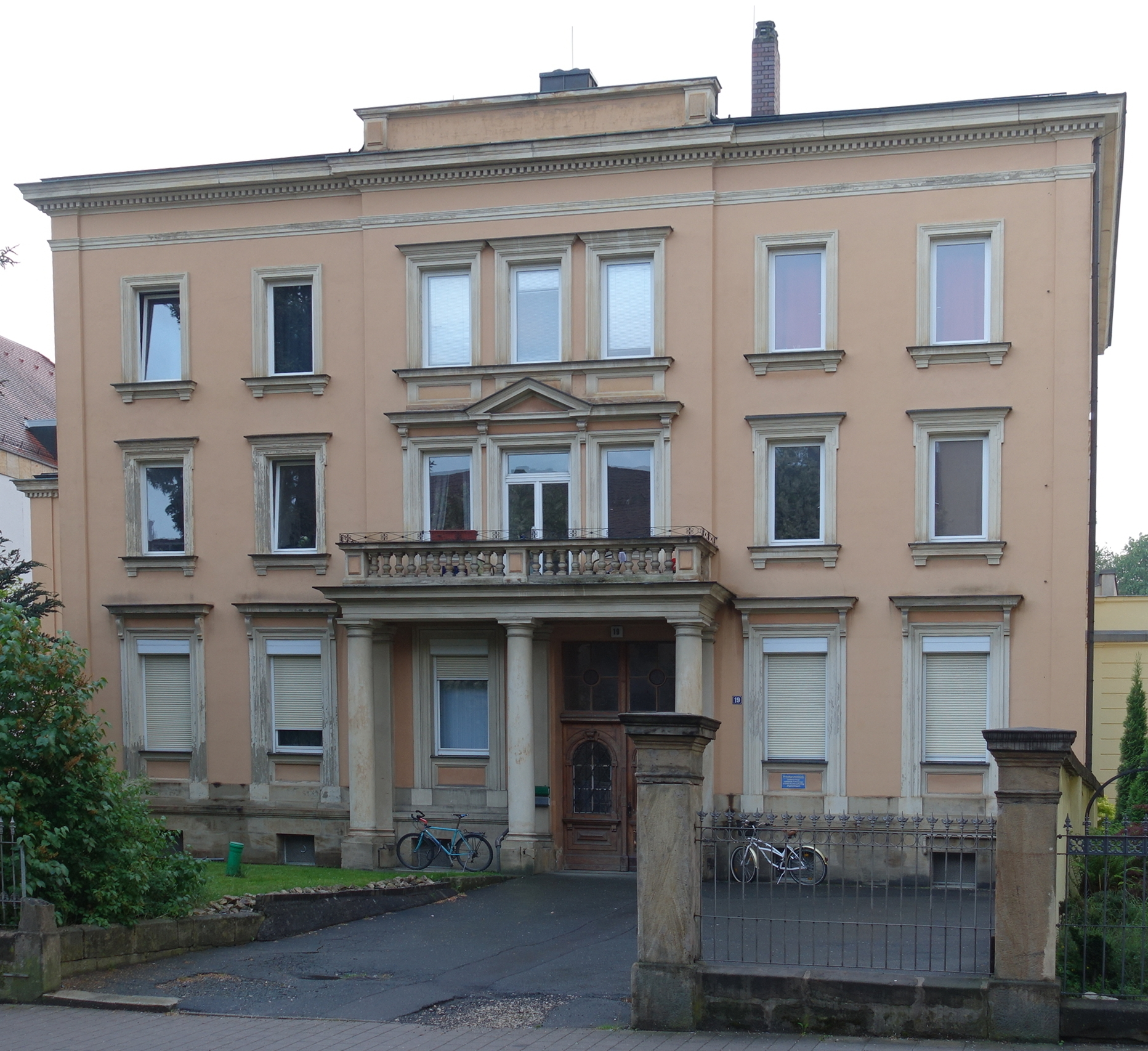
Bayreuth, Erlanger Straße 19 – Dienstsitz von Eugen Heßler

Er war der Sohn des Goldbacher Lehrers Ferdinand Hessler und dessen Ehefrau Margaretha geb. Schüssler. Nach dem Schulbesuch studierte er ab 1900 Medizin und erlangte seine Approbation 1906. Er wurde an der Medizinischen Fakultät der Julius-Maximilians-Universität Würzburg 1907 zum Dr. med. promoviert. Das Thema seiner Dissertation lautete Über Carcinoma Corporis Uteri, sie erschien in die Buchdruckerei Franz Saudenraus in Würzburg 1907 in Druck. Seit 1900 gehörte er der Burschenschaft Germania Würzburg an. Nach dem Studium war er als praktizierender Arzt in Presseck tätig.
Von 1900 bis 1901 hatte Heßler seinen Wehrdienst geleistet. Nach Ausbruch des Ersten Weltkrieges wurde er im August 1914 zum Militär als Assistenzarzt bei der Landwehr einberufen und später zum Oberarzt befördert. Nach Kriegsende war er wieder als praktizierender Arzt tätig. Als solcher wechselte er nach Schwarzenbach am Wald in Oberfranken, wo er sich 1923 verschiedenen völkischen Organisationen anschloss. Zum 11. April 1927 trat er in die NSDAP (Mitgliedsnummer 59.502) und im selben Jahr in die SA ein, in der er 1938 zum Sanitäts-Brigadeführer ernannt wurde. Er war von 1929 bis 1930 gemeinsam mit Karl Gleisberg Kreisleiter der NSDAP und stieg in dieser Partei am 30. Juli 1935 zum Gauamtsleiter auf. Von 1933 bis 1937 war er Amtsarzt in Schwarzenbach, er leitete ferner ab 1934 das Amt für Volksgesundheit in der Gauleitung Bayerische Ostmark der NSDAP und war Leiter der Ärztlichen Bezirksvereinigung sowie der KVD-Bezirksstelle Oberfranken in Bayreuth. Von 1937 bis 1941 war er Gauobmann der Gaugeschäftsstelle des NSD-Ärztebundes. Sein Dienstsitz befand sich in Bayreuth, Erlanger Straße 19.

## Ehrungen
- Aus Anlass des 50. Geburtstages von Adolf Hitler wurde er am 20. April 1939 zum Sanitätsrat ernannt.[4]
- Dienstauszeichnungen der NSDAP in Bronze und Silber für 10- bzw. 15-jährige Dienstzeit in der NSDAP[5]